# Paramystaria flavoguttata
Paramystaria flavoguttata là một loài nhện trong họ Thomisidae.
Loài này thuộc chi Paramystaria. Paramystaria flavoguttata được George Newbold Lawrence miêu tả năm 1952.